# Mizoën
Mizoën is een gemeente in het Franse departement Isère (regio Auvergne-Rhône-Alpes) in de Oisans en telt 172 inwoners (2004). De plaats maakt deel uit van het arrondissement Grenoble.

## Geografie
De oppervlakte van Mizoën bedraagt 15,3 km², de bevolkingsdichtheid is 11,2 inwoners per km².
De onderstaande kaart toont de ligging van Mizoën met de belangrijkste infrastructuur en aangrenzende gemeenten.

## Demografie
Onderstaande figuur toont het verloop van het inwonertal (bron: INSEE-tellingen).